# Liste der Monuments historiques in Horbourg-Wihr
Die Liste der Monuments historiques in Horbourg-Wihr führt die Monuments historiques in der französischen Gemeinde Horbourg-Wihr auf.

## Liste der Bauwerke
| Bezeichnung              | Beschreibung                                       | Standort                               | Kennzeichnung | Schutzstatus | Datum | Bild           |
| ------------------------ | -------------------------------------------------- | -------------------------------------- | ------------- | ------------ | ----- | -------------- |
| Simultankirche St-Michel | Chorturmkirche, 1478 erbaut, mit älteren Bauteilen | Wihr-en-Plaine, rue de l’Église (Lage) | PA00085459    | Classé       | 1898  | weitere Bilder |

## Liste der Objekte
| Bezeichnung   | Beschreibung                  | Standort                               | Kennzeichnung | Schutzstatus | Datum | Bild |
| ------------- | ----------------------------- | -------------------------------------- | ------------- | ------------ | ----- | ---- |
| Wandmalereien | Ausmalung des Chorraums, 1511 | in der Simultankirche St-Michel (Lage) | PM68000124    | Classé       | 1898  |      |